# Удивительная находка или самые обыкновенные чудеса
«Удивительная находка, или самые обыкновенные чудеса» — советский художественный фильм по мотивам повести Владислава Крапивина «Болтик».

## Сюжет
Девятилетний Максим Рыбкин, чрезмерно опекаемый мамой и бабушкой, растёт трусливым и робким ребёнком, но однажды находит болтик и видит сон, из которого узнаёт, что этот предмет наделён волшебной силой помогать достижению задуманного. Поверив в это, мальчик становится смелым и решительным — храбро бросается тушить пожар, побеждает в велогонке, после чего забывает о «чудесном» болтике, который целеустремлённому и настойчивому человеку совсем не нужен.

## В ролях
- Ярослав Есиновский — Максим Рыбкин
- Филипп Салимоненко — Транзя
- Настя Бурлакова — Таня
- Саша Делибаш — Кеша
- Антон Артеменко — Паша
- Маша Ковтун — Мешалкина
- Юра Звягинцев — Алик Тигрицкий
- Марина Станькова — Пенкина
- Виталий Дорошенко — отец Тани
- Мария Виноградова — бабушка Максима
- Нина Русланова — тётка Марина
- Ирина Азер — мать Максима
- Борис Александров
- Виталий Баганов
- Александр Казимиров
- Юра Калинин
- М. Кирсанова
- Лариса Коршунова
- Юрий Кузьменко
- Оля Мудрая
- Л. Петренко
- Н. Петренко
- М. Пишенина
- Анатолий Салимоненко

## Съёмочная группа
- Автор сценария: Лариса Евгеньева
- Режиссёр-постановщик: Марк Толмачёв
- Оператор-постановщик: Альберт Осипов
- Художник-постановщик: Муза Панаева
- Композитор: Геннадий Банщиков
- Звукооператор: А. Пиров
- Режиссёр: Л. Ларионова
- Операторы: А. Мосиенко, В. Брегеда
- Художник по костюмам: Т. Тарова
- Художники-гримёры: М. Анисиммова, Н. Амелина
- Монтажёр: В. Монятовская.
- Комбинированные съёмки:
  - оператор: А. Талдыкин
  - художник: К. Пуленко
- Редактор: И. Матьяшек
- Директор фильма: Н. Витвинова
- Ленинградский эстрадно-симфонический оркестр им. В. П. Соловьёва-Седого, дирижёр Станислав Горковенко.

В фильме звучит «Песня о первом полёте» (стихи В. Крапивина, музыка Г. Банщикова, исполняет детский хор Ленинградского радио и телевидения).

## Критика
Владислав Крапивин, автор повести «Болтик», взятой за основу при съёмке фильма, не разрешил указывать своё авторство в титрах по причине того, что сценарий был написан без его согласия и одобрения, а итоговый результат ему совершенно не понравился
Сюжет повести был изменён в корне — в повести Крапивина не было никакого «сна о волшебном болтике» и веры в сверхъестественную силу предмета (Максим воспринимает болтик чисто как обычный талисман).